# Federico Beltran Masses

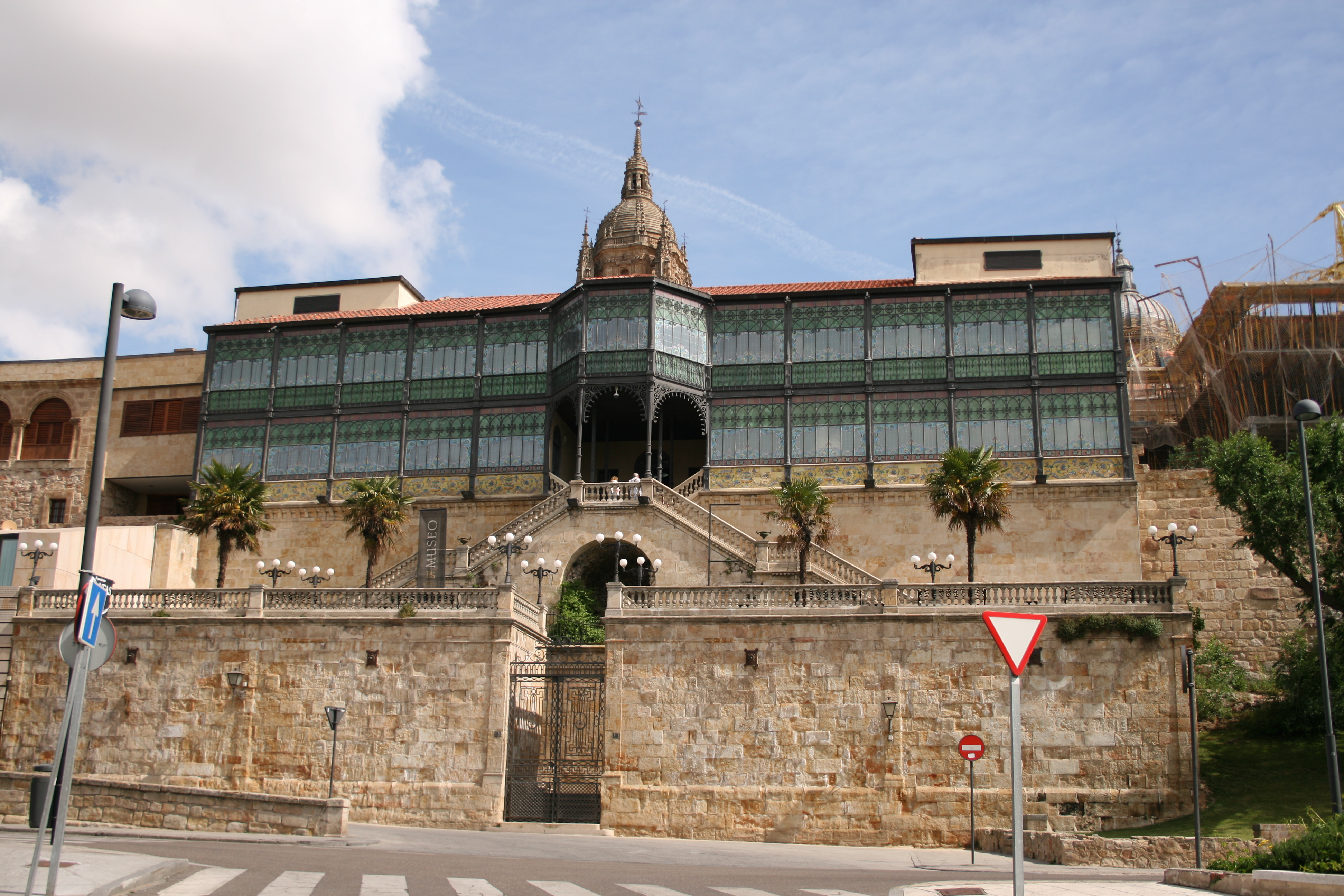
Museu d'Art Nouveau i Art Déco - Casa Lis, Salamanca, on es troba la seva obra Salomé

Federico Beltrán Masses (Guaira de la Melena, Cuba, 8 de juliol de 1885 - Barcelona, 4 d'octubre de 1949) va ser un pintor retratista que va desenvolupar la seva activitat entre París, Barcelona i els Estats Units.
Va estudiar amb el pintor Sorolla a l'Escola de Belles Arts de Barcelona i, el 1905, va estudiar l'art espanyol i europeu al Museu del Prado, Madrid. El 1916, va rebre el reconeixement de la Société Nationale des Beaux-Arts de París i va seguir vivint en aquesta ciutat durant diversos anys.
Beltrán Masses va guanyar diversos premis als Estats Units, Bèlgica, Itàlia i l'Índia i més tard es va fer càrrec de l'Exposition Hispano-français des Beaux-Arts el 1919. El 1920, va exposar una exòtica Salomé a la Biennal de Venècia, obra ara situada en el Museu d'Art Nouveau i Art Déco Casa Lis de Salamanca. El 1924 va rebre la distinció de l'Orde d'Isabel la Catòlica.
Beltrán Masses va morir el 1949 a Barcelona, com a resultat d'una operació quirúrgica de fetge.